# Magneti za frižider
Magneti za frižider su ukrasi napravljeni od raznih materijala na kojima su zalepljene ili odštampane slike, izvajani određeni prizori ili izrađeni u određenom obliku. Sa zadnje strane imaju magnet ili magnetnu foliju kako bi se mogli pričvrstiti na metalnu površinu. Postaju sve popularniji suveniri sa putovanja. Pored toga što predstavljaju ukras, mogu se koristiti kako bi se njima pričvrstila poruka, podsetnik ili kakav crtež.
Pored uspomene sa putovanja oni mogu promovisati neki događaj ili manifestaciju, predstavljati životinje, likove iz crtanih filmova, šaljive poruke ili druge stvari koje nisu direktno vezane za putovanja. U poslednje vreme česti su magneti izrađeni kao šabloni, obično poreklom iz Kine, na koje se samo dopisuju geografski pojmovi, tako da se mogu naći potpuno isti magneti kupljeni u različitim gradovima, čak i državama. 
Materijal za izradu može biti: plastika, staklo, glina, drvo, keramika (materijal), metal, guma... Izrađuju se fabrički ili ručno. Veličina može biti različita, najčešće su u pitanju oblici ne manji od 2-3cm i ne veći od 7-8cm.
Sakupljanje magneta može predstavljati hobi u smislu kolekcionarstva.

U domaćinstvima ih možemo naći najčešće na frižiderima a ponekad i na bojlerima, kućištima računara ili drugim metalnim predmetima. 